# Andrej Jerjomenko

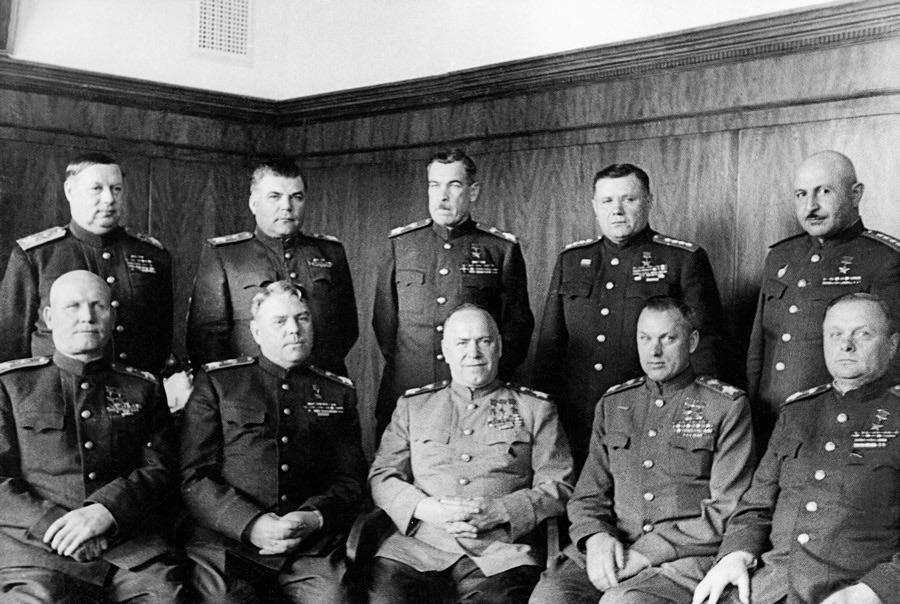
De tien maarschalken van de Sovjet-Unie in de laatste fase van de Tweede Wereldoorlog: van links naar rechts zittend: Ivan Konev, Aleksandr Vasilevski, Georgi Zjoekov, Konstantin Rokossovski, Kirill Meretskov en staand: Fjodor Tolboechin, Rodion Malinovski, Leonid Govorov, Andrej Jerjomenko, Ivan Bagramjan

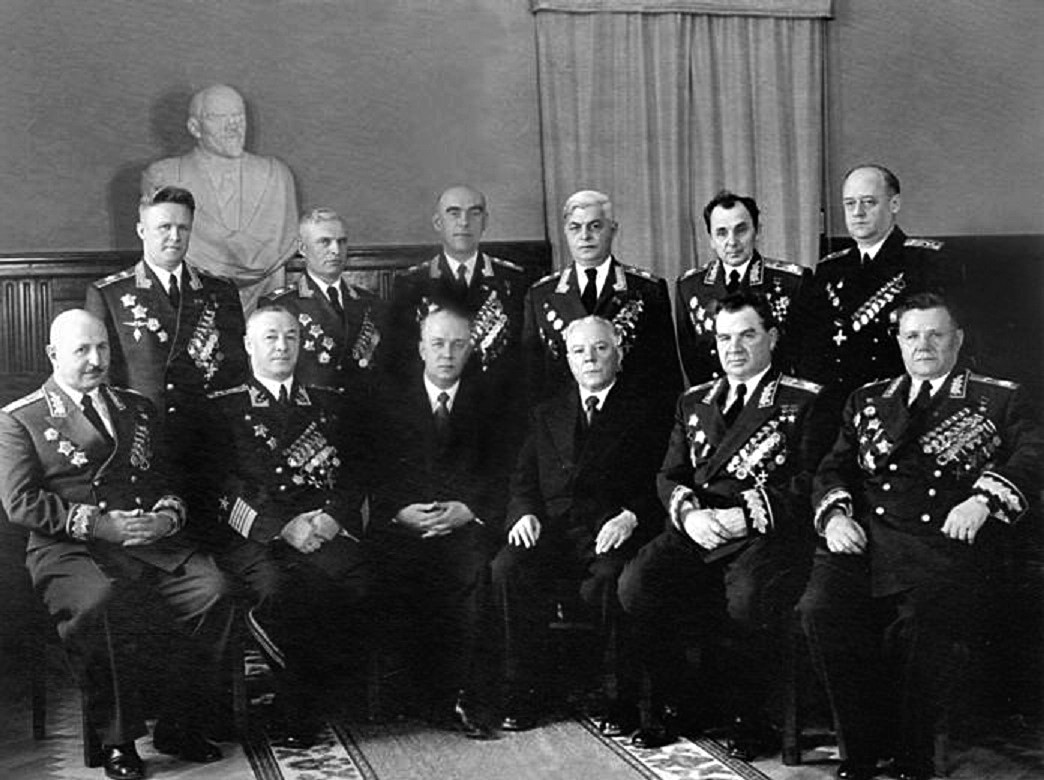
Uitreiking van maarschalksterren in het Kremlin in 1955. Van links naar rechts: zittend: Ivan Bagramjan, Nikolaj Koeznetsov, Nikolaj Pegov, Kliment Vorosjilov, Vasili Tsjoejkov, Andrej Jerjomenko, staand: Sergej Roedenko, Vasili Kazakov, Vladimir Soedets, Sergej Varentsov, Kirill Moskalenko, Ivan Isakov.

Andrej Ivanovitsj Jerjomenko (Oekraïens: Андрій Іванович Єрьоменко, Russisch: Андрей Иванович Ерёменко) (Markivka (Gouvernement Charkiv), 14 oktober 1892 – Moskou, 19 november 1970) was een Oekraïens maarschalk van de Sovjet-Unie en held van de Sovjet-Unie die vocht in de Tweede Wereldoorlog.

## Onderscheidingen
- In 1944 kreeg hij de titel 'Held van de Sovjet-Unie'.
- De ČSSR heeft hem de Orde van Klement Gottwald toegekend.
- De VS beloonden hem het Legioen van Verdienste (chief commander).
- De Leninorde is hem vijf keer toegekend.
- Verder werd Jerjomenko bekroond tot de Orde van de Oktoberrevolutie, ontving vier keer de Orde van de Rode Banier, drie keer de Orde van Soevorov en de Orde van Koetoezov.

- Bibliothèque nationale de France: cb16759643b (data)
- Gemeinsame Normdatei: 123557828
- International Standard Name Identifier: 0000 0001 0965 0155
- Library of Congress Control Number: n85021208
- Nationale Bibliotheek van Letland: 000217872
- Nationale Bibliotheek van Tsjechië: ola2002111967
- Nationale Bibliotheek van Israël: 987007520776705171
- Nationale Bibliotheek van Polen: a0000001185593
- Nederlandse Thesaurus van Auteursnamen: 07291937X
- LIBRIS: 51875
- Système universitaire de documentation: 070428549
- Virtual International Authority File: 37828793
- WorldCat: E39PBJgd46BF8QQY3Vf8FgTWDq